# Ты не Иелпишь
«Ты не Иелпишь» — четвёртый эпизод девятнадцатого сезона мультсериала «Южный парк».

## Сюжет
В Южном Парке открываются многочисленные рестораны. Когда Рэнди и Джеральду говорят в одном ресторане, что им придётся ждать столик 30 минут, Джеральд отмечает, что он является ресторанным критиком Yelp, и им сразу освобождают столик. Между тем Картман, тоже возомнивший себя ресторанным критиком Yelp, вымогает пищу в новом мексиканском ресторане, угрожая дать ему плохой отзыв. Когда Картман хамит сыну хозяину ресторана, Давиду, который работает там же, отец просит Давида не спорить с Картманом, чтобы не получить плохой отзыв. Когда Картман на следующий день узнаёт, что Давид тоже учится в начальной школе Саус-Парка, он намеренно произносит имя Дэвид (вместо Давид), принижает его, и грозит снижением рейтинга его ресторана, если Давид не будет выполнять разные просьбы Картмана.
Другие критики становятся всё более чрезмерными в своих требованиях. Когда владелец ресторана «Свистун Вилли» выгоняет всех критиков, его бизнес переживает рост популярности. Другие рестораны последовали его примеру, запретив вход ресторанным критикам. Возмущённый этим решением, Картман приглашает всех ресторанных критиков на встречу в его доме, но, увидев их количество, приходит в шок. Он сплачивает их, говоря, что у критиков должен быть единственный лидер, не понимая, что каждый член толпы видит самого себя в этой роли. Толпа яростных критиков штурмует ресторан «Свистун Вилли» и «обезглавливают» его владельца. Ресторанные критики во всем Южном парке начинают вести войну против ресторанов.
Давид отказывается унижать себя всё больше и публично заявляет, что готов один на один разобраться с лидером ресторанных критиков, полагая, что он обращается к Картману. Эта новость быстро распространяется, и Давид в сопровождении Кайла обнаруживает перед собой толпу ресторанных критиков, в которой каждый думает, что вызов был направлен именно ему. Кайл придумывает план, чтобы справиться с ними: каждый критик приглашается в офис мэра, где им вручают золотой значок, провозглашая их как самый элитный ресторанный критик в «Южном парке», который даёт им такое обслуживание, которого они заслуживают. Рестораны открывают свои двери для ресторанных критиков, но начинают портить блюда мочой, слизью, спермой или калом всякий раз, когда они предоставят свой значок ресторанного критика. Критики не замечают порчи еды, и даже Картман жадно ест «отравленную» пищу, которую Давид будет приносить ему каждый день.

## Рецензии
Серия получила смешанные отзывы. С одной стороны это 2.5 из 5 звёзд от Den of Geek и 6.0 из 10 от IGN, где также отметили «скучность и растянутость» серии, с другой стороны A- от издания The A. V. Club.